# Domitilla
Domitilla  è un nome proprio di persona italiano femminile.

## Varianti in altre lingue
- Basco: Domitille[4]
- Catalano: Domicil·la[4]
- Francese: Domitille[3]
- Inglese: Domitilla
- Latino: Domitilla[1][3]
- Polacco: Domicela
- Portoghese: Domitila[3]
- Spagnolo: Domitila[3][4]
- Tedesco: Domitilla
- Ungherese: Domitilla

## Origine e diffusione
Continua il nome latino Domitilla, un diminutivo femminile di Domitius.

## Onomastico
L'onomastico si festeggia il 7 maggio, in ricordo di santa Flavia Domitilla, esiliata a Ponza da Domiziano e poi martirizzata; sui terreni di sua proprietà furono scavate le catacombe sulla via Ardeatina, dette catacombe di Domitilla. Una beata, Eufemia Domitilla, priora domenicana a Racibórz, è commemorata il 17 gennaio.

## Persone
- Flavia Domitilla maggiore, imperatrice romana, moglie di Vespasiano
- Flavia Domitilla minore, imperatrice romana, figlia di Vespasiano e Flavia Domitilla maggiore
- Flavia Domitilla, figlia di Flavia Domitilla minore e santa
- Domitilla Calamai, scrittrice italiana
- Domitilla D'Amico, attrice, doppiatrice e direttrice del doppiaggio italiana
- Domitilla Savignoni, ginnasta e giornalista italiana

## Il nome nelle arti
- Domitilla è una dei personaggi del romanzo di Henryk Sienkiewicz Quo vadis?, e dei film da esso tratti.
- Domitilla è il nome della moglie di Marcovaldo, il protagonista dell'opera di Italo Calvino Marcovaldo ovvero Le stagioni in città.
- Domitilla è un personaggio del film del 1990 Le comiche, diretto da Neri Parenti.
- Domitilla è un personaggio del film del 1998 L'albero delle pere, diretto da Francesca Archibugi.
- Domitilla Foster è un personaggio che compare nell'albo numero 367 di  Dylan Dog, La ninna nanna dell'ultima notte.